# Investigación causal
La investigación causal es la investigación de (investigación en) relaciones de causa. Para determinar la causalidad, se debe detectar la variación en la variable que supuestamente influye en la diferencia en otra(s) variable(s), y luego se deben calcular las variaciones de la(s) otra(s) variable(s). Se deben controlar otros factores de confusión para que no distorsionen los resultados, ya sea manteniéndolas constantes en la creación experimental de evidencia. Este tipo de investigación es muy complejo y el investigador nunca puede estar completamente seguro de que no hay otros factores que influyan en la relación causal, especialmente cuando se trata de las actitudes y motivaciones de las personas. A menudo hay consideraciones psicológicas mucho más profundas de las que incluso el encuestado puede no ser consciente.
Hay dos métodos de investigación para explorar la relación de causa y efecto entre las variables:
1. Experimentación (por ejemplo, en un laboratorio)
2. Investigación estadística

## Experimentación
Los experimentos generalmente se llevan a cabo en laboratorios donde muchos o todos los aspectos del experimento pueden controlarse estrictamente para evitar resultados falsos debido a factores distintos a los factores causales hipotéticos. Alternativamente, se pueden realizar experimentos de campo, como con los estudios médicos en los que los sujetos pueden tener una gran cantidad de atributos que no se pueden controlar, pero en los que al menos las variables causantes hipotéticas clave se pueden variar y algunos de los atributos extraños se pueden medir al menos. Los experimentos de campo también se utilizan a veces en economía, como cuando a dos grupos diferentes de beneficiarios de asistencia social se les dan dos conjuntos alternativos de incentivos u oportunidades para obtener ingresos y se investiga el efecto resultante en su oferta laboral.

## Investigación estadística
En áreas como la economía, la mayor parte de la investigación empírica se realiza sobre datos preexistentes, a menudo recopilados periódicamente por un gobierno. La regresión múltiple es un grupo de técnicas estadísticas relacionadas que controlan (intentan evitar la influencia espuria de) varias influencias causales distintas de las que se están estudiando. Si los datos muestran una variación suficiente en la variable explicativa hipotética de interés, se puede medir su efecto, si lo hay, sobre la variable potencialmente influenciada.